# دوري ليبيا لكرة الطائرة
انطلقت هذه البطولة بعد الاستقلال فكان أول موسم رياضي على مستوى ليبيا في عام 1966، ولقد واجهت الكثير من العراقيل فلقد توقف الدوري عدة مرات تصل عددها نحو (11 مره) لأسباب غير مفهومة رياضيا، هذا بالإضافة استبعد النادي الاهلي بشكل تعسفي وايقاف جميع نشاطه في جميع الرياضات ومنها كرة الطائرة من عام (2000 حتى 2004) أي تغيب المحروم لمدة 5 أعوام متتالية ففتح المجال لفرق أخرى بلا بلا بلا.

## الأبطال
1. السويحلي (مصراتة) بطل 11 مرة (1990 – 1996 – 1998 – 2001 – 2004 - 2014 - 2015 - 2016 - 2018 - 2019 - 2022 - 2023 )[4]
2. اهلي (بني غازي) بطل 11 مرة (1970 – 1971 – 1989 – 1991 – 1992 – 1993 – 1997 – 2007 – 2008 - 2013 - 2017).[5]
3. الاهلي (طرابلس) بطل 8 مرات (1999 – 2000 – 2002 – 2005\2006 – 2008\2009 – 2009\2010 – 2011-2012 – 2020\2021).[6]
4. المروج (المرج) بطل 4 مرات (1966 – 1967 – 1968 – 1969).
5. النصر (بنغازي) بطل 4 مرات (1981 - 1983 – 1985 – 1987).
6. الهلال (بنغازي) بطل 2 مرتين (1972 – 1973).
7. الاتحاد (طرابلس) بطل 2 مرتين (1974 – 1976).
8. الجزيرة بطل مرة واحدة (1995).

## سجل البطولات
1966 المروج (المرج)
1967 المروج (المرج)
1968 المروج (المرج)
1969 المروج (المرج)
1970 الاهلي (بنغازي)
1971 الاهلي(بنغازي)
1972 الهلال (بنغازي)
1973 الهلال (بنغازي)
1974 الاتحاد (طرابلس)
1975 وقف الدوري ؟
1976 الاتحاد (طرابلس)
1977 وقف الدوري ؟
1978 وقف الدوري ؟
1979 وقف الدوري ؟
1980 وقف الدوري ؟
1981 بلدية(بنغازي)
1982 وقف الدوري ؟
1983 الطلعية (بنغازي)
1984 وقف الدوري ؟
1985 الطليعة (بنغازي)
1986 وقف الدوري ؟
1987 الطلعية (بنغازي)
1988 وقف الدوري ؟
1989 الاهلي (بنغازي)
1990 السويحلي (مصراتة)
1991 الاهلي(بنغازي)
1992 الاهلي (بنغازي)
1993 الاهلي (بنغازي)
1994 وقف الدوري ؟
1995 الجزيرة ( زوارة )
1996 السويحلي (مصراتة)
1997 الاهلي(بنغازي)
1998 السويحلي (مصراتة)
1999 الاهلي طرابلس  
2000  الاهلي طرابلس  
2001 السويحلي (مصراتة)
2002  الاهلي طرابلس 
2003  الاهلي طرابلس  
2004 السويحلي (مصراتة)
2005 وقف الدوري ؟
2006  الاهلي طرابلس 
2007 الاهلي(بنغازي)
2008 الاهلي (بنغازي)
2009  الاهلي طرابلس 
2010  الاهلي طرابلس 